# Bukahara
Bukahara est un groupe allemand de musiques du monde, originaire de Cologne. Il est composé de quatre musiciens dont la musique combine des éléments folk, pop, swing, des influences nord-africaines et des auteurs-compositeurs-interprètes.

## Histoire
Les quatre musiciens se rencontrent alors qu'ils étudient le jazz à l'université de musique de Cologne et ils fondent le groupe Bukahara en 2009. Le groupe fait d'abord de la musique de rue (en) et donne de nombreux concerts lors de voyages ensemble. Selon Daniel Schneider, le nom du groupe est « un mot onomatopée qui sonne un peu exotique, mais on ne sait pas d'où il vient ». 
Les musiciens sont tous multi-instrumentistes. Soufian Zoghlami a des racines tunisiennes et Daniel Avi Schneider est d'origine juive - suisse. Ahmed Eid est né en Syrie, a grandi en Palestine et est venu de Ramallah à Lübeck à l'âge de 18 ans pour étudier la contrebasse. Max von Einem a grandi à Münster. 

## Albums et performances

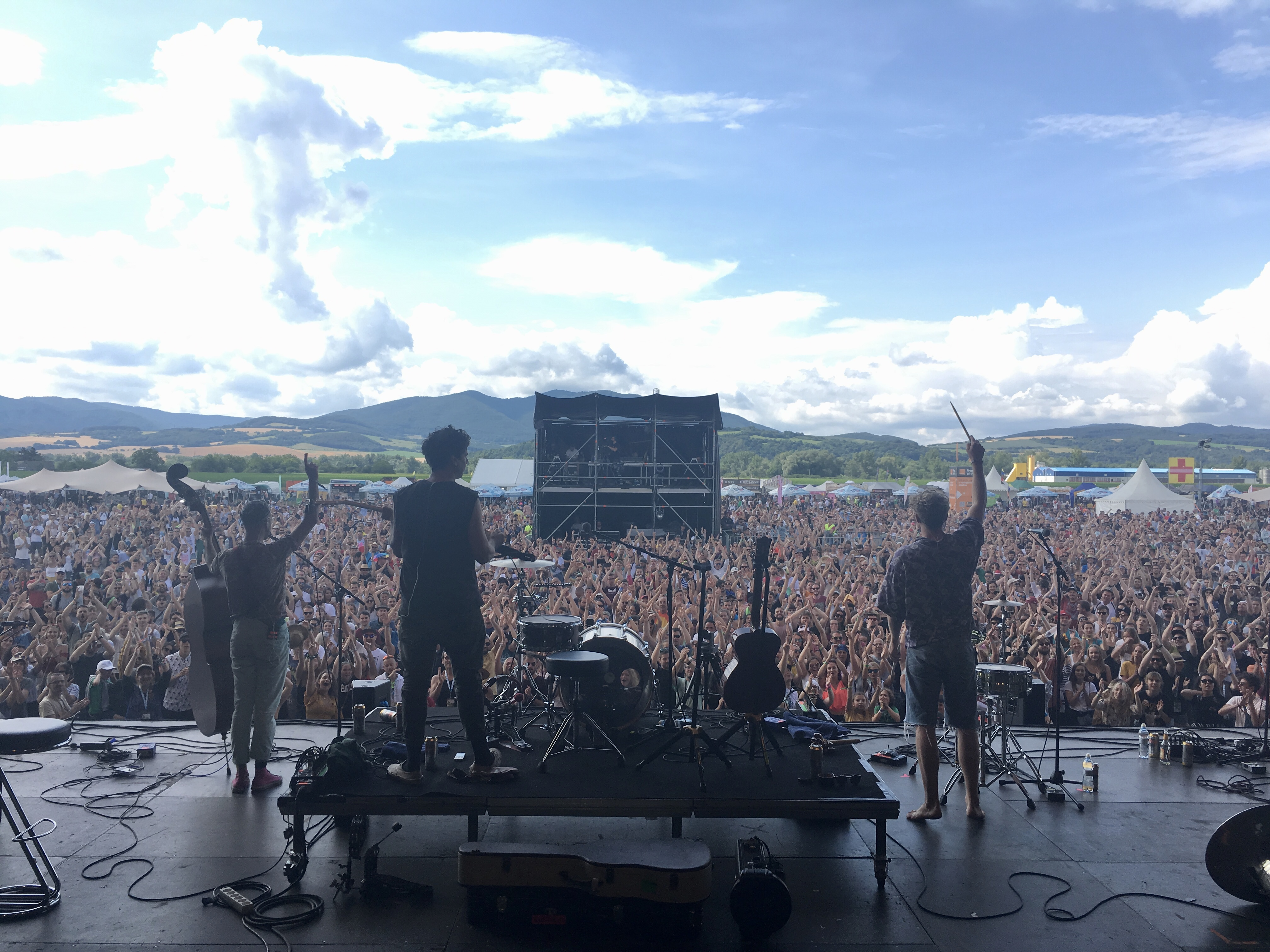
Bukahara au Festival Pohoda 2019 à Trenčín, Slovaquie.

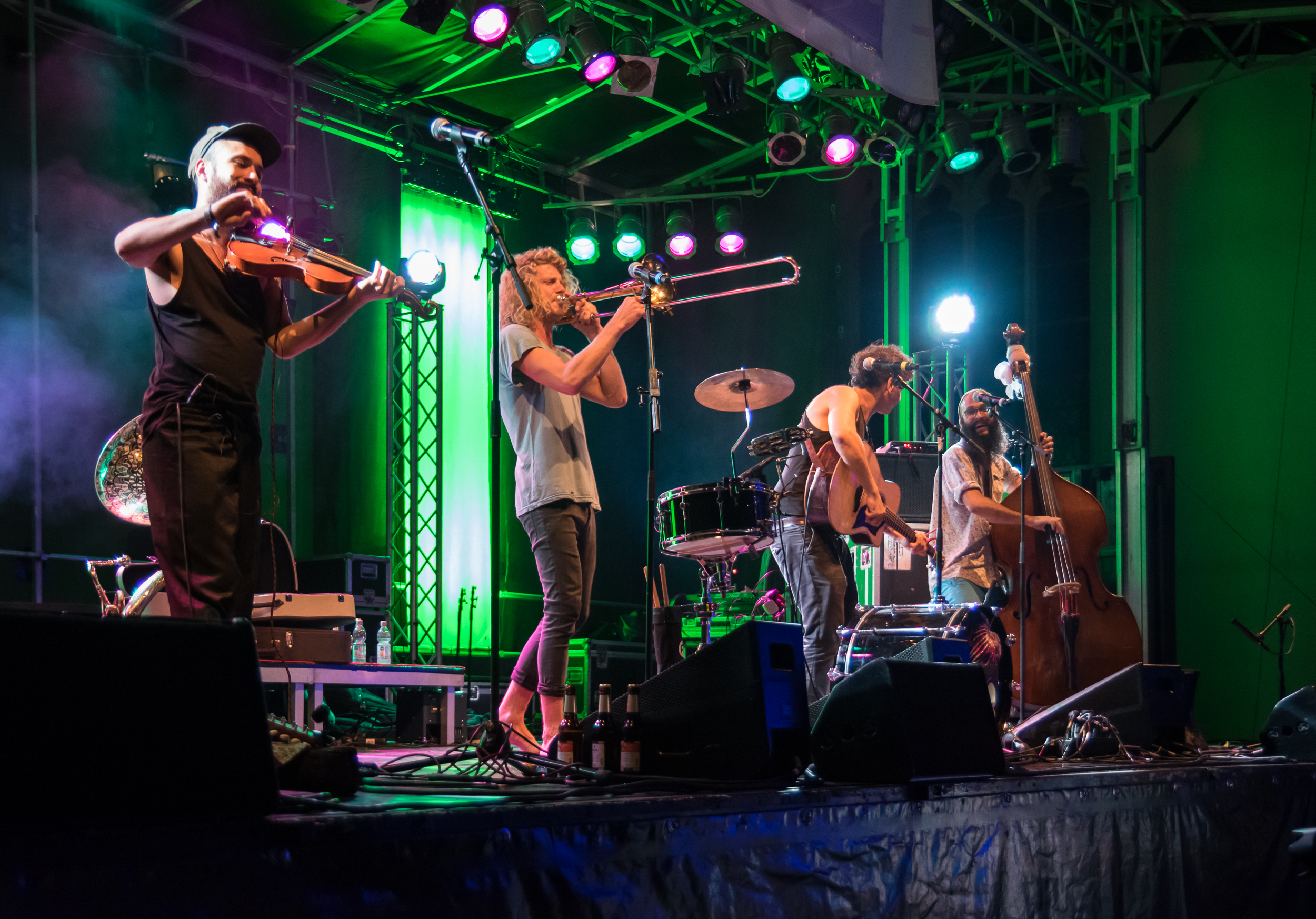
Bukahara au Sommerbühne de Detmold en 2016.

Le premier album Bukahara Trio sort en 2013 et des concerts et tournées suivent, principalement en Allemagne. Bukahara se produit également aux Pays-Bas, en Croatie, en Autriche, en France, en Italie et en Suisse. Après la sortie du deuxième album Strange Delight en 2015, des concerts suivent en Allemagne, en Irlande, en Angleterre et en Italie.
En 2017, Bukahara sort l'album Phantasma via son label auto-fondé BML Records. Le groupe joue entre autres dans les festivals suivants : Summer Jam, Juicy Beats (de), Fusion Festival, Burg Herzberg Festival, Das Fest à Karlsruhe, Pohoda Festival (Slovaquie), Sziget Festival (Hongrie) et bien plus encore. 
En 2018, Bukahara part en tournée en Colombie avec le groupe colombien Doctor Krapula. Dans le quartier de Red Horn à Horn-Bad Meinberg, le groupe enregistre son CD live intitulé Live Sessions à l'automne 2018, sorti en 2019. 
En 2019, le groupe donne un concert à guichets fermés avec six musiciens invités à la Philharmonie de Cologne (de). Le quatrième album studio Canaries in a Coal Mine sort en 2020. La chanson The Vulture and the Little Boy fait directement référence à la photographie de Kevin Carter, La Fillette et le Vautour.
L'album Tales of the Tides sort en 2023. Le partenaire média du groupe lors de nombreux événements était et reste la station de radio WDR Cosmo.

## Discographie
- 2013 : Bukahara Trio (album, Little Jig Records)
- 2015 : Strange Delight (album)
- 2017 : Phantasma (album, BML Records)
- 2019 : Live Session (album live, BML Records)
- 2020 : Canaries in a Coal Mine (album, BML Records)
- 2023 : Tales of the Tides (album, BML Records)